# Olivier Corel
Olivier Corel, de son vrai nom Abdel Ilah Al-Dandachi (en arabe : عبد الإله الدنداشي), et surnommé « l'Émir blanc » ou Abdulilah Qorel, né le 29 novembre 1946 à Homs, est un islamiste radical syrien naturalisé français. Il est connu pour avoir été le mentor de nombreux djihadistes français.

## Biographie
Abdel Ilah Al-Dandachi naît à Homs en Syrie le 29 novembre 1946. Il fuit la Syrie car il y a fait de la prison en tant que Frère Musulman. Il arrive en France en 1973. Il est naturalisé Français en 1983, sous son nouveau nom, Olivier Corel. Il a tout d'abord été responsable de l'Association des étudiants islamiques de France, proche des Frères musulmans syriens,.
En 1987, il fonde la communauté islamique du hameau ariégeois des Lanes au sein de la commune d'Artigat, dans la vallée de la Lèze,. Dans cette communauté, il enseigne le salafisme. Il reçoit dans sa maison et, sous le couvert de cours de religion, il fait des conférences sur la géopolitique du Moyen-Orient.
Selon une source judiciaire toulousaine citée par Libération « Son discours teinté de mysticisme leur disait que leurs échecs affectifs, scolaires et familiaux étaient les signes qui faisaient d'eux les élus de Dieu. Il les mettait dans une sorte de transcendance, réglant d'un coup toutes leurs frustrations en donnant un sens à leur vie. Le gourou parfait. ».
Dans le cadre de l'enquête sur les attentats du 13 novembre 2015 en France, il est assigné à résidence en raison de son appartenance supposée à la communauté d'Artigat, qui a accueilli entre autres les djihadistes Sabri Essid et Fabien Clain.
En 2021, il vit toujours à Artigat et « mène une vie calme auprès de ses chevaux ».

## Ses élèves
De nombreuses personnes connues pour leur salafisme et des personnes connues comme terroristes islamistes sont passées par les cours d'Olivier Corel, dont notamment :
- Mohammed[1], Souad[1] et Abdelkader Merah[1],
- Sabri Essid, un demi-frère par alliance de Mohammed Merah[4], réapparu le 11 mars 2015, dans une vidéo du groupe terroriste Daech[1],
- Fabien (dit Omar) et Jean-Michel Clain, deux frères d'ascendance réunionnaise convertis à l'islam. Leurs voix ont été identifiées d'après le procureur de la République François Molins sur la bande audio de revendications des attentats du 13 novembre 2015. Olivier Corel les a côtoyés régulièrement depuis la fin des années 1990[1],
- Thomas Barnouin, converti à l'islam vers 2000, s'est progressivement radicalisé en fréquentant des mosquées à Albi, Toulouse et Château-Chinon[7], avant de partir en 2003 en Arabie Saoudite étudier l'islam wahhabite à l'université islamique de Médine. En 2006, il est intercepté en Syrie avec Sabri Essid, par l'armée syrienne, alors qu'ils tentent de se rendre clandestinement en Irak pour y combattre les Américains[8],[9]. Incarcéré début 2007, il est condamné à Paris, en décembre 2009, à cinq ans de prison. Libéré en 2011, il part avec sa famille et Jean-Michel Clain rejoindre l'État islamique en 2014, dont il devient un des « cadres ». Il est ensuite arrêté mi-décembre 2017 par des combattants kurdes en Syrie[7],[9],[4].

## Poursuites et interpellations
En 2009, il est poursuivi pour « association de malfaiteurs en relation avec une entreprise terroriste ». Il obtient un non-lieu, contrairement aux autres accusés Sabri Essid condamné à cinq ans de prison, ainsi que Fabien Clain.
En novembre 2014, il est placé en garde à vue dans le cadre de l'affaire Merah, mais il ressort libre sans condamnation. Il affirme avoir rencontré Mohammed Merah une dizaine de jours avant son premier meurtre. Le sujet de la conversation aurait porté sur « une question liée au divorce dans l'islam » avait alors soutenu Olivier Corel. Il déclare n'avoir pas pris connaissance des intentions meurtrières de Merah, néanmoins il refuse de condamner ses actes.
Le 24 novembre 2015, soit 11 jours après les attentats de Paris, la maison d'Olivier Corel fait l'objet d'une fouille approfondie. Soixante gendarmes et deux hélicoptères y participent. Il n'est rien trouvé de suspect qu'un fusil de chasse. Pour cette raison, il est condamné en comparution immédiate le mercredi 25 novembre au tribunal de Foix à six mois de prison avec sursis pour détention d'arme, et est assigné à résidence.

### Sources
- Frédéric Abéla, « À Artigat, Olivier Corel, l'émir blanc aux deux visages », La Dépêche,‎ 31 janvier 2013 (ISSN 0181-7981, lire en ligne, consulté le 25 novembre 2015)
- Jean-Manuel Escarnot, « A Artigat, le clan de « l’émir blanc » », Libération,‎ 23 novembre 2015 (ISSN 0335-1793, lire en ligne, consulté le 25 novembre 2015)
- Philippe Gagnebet, « Qui est Olivier Corel, « l’Émir blanc », mentor de djihadistes français ? », Le Monde,‎ 25 novembre 2015 (ISSN 0395-2037, lire en ligne, consulté le 25 novembre 2015)
- T.L, « "L’émir blanc" Olivier Corel refuse de condamner les attentats », Le JDD,‎ 6 décembre 2015 (ISSN 0242-3065, lire en ligne, consulté le 11 avril 2016)